# マディセン・スキナー
マディセン・スキナー（Madisen Skinner、2001年7月1日 - ）は、アメリカ合衆国の女子バレーボール選手。アメリカ代表。

## 来歴

### クラブチーム
テキサス州ケイティ出身。2020年、ケンタッキー大学へ進学し、姉のエイブリーと1年間ともにプレーした。2022年、テキサス大学オースティン校へ転校し、2022年、2023年のNCAA女子バレーボール選手権にて連覇に大きく貢献し、ベストアウトサイドヒッター賞を受賞。ホンダスポーツ賞にも選ばれた。2024年12月、新リーグLOVBに参戦することが発表された。2025年4月、2024/25シーズンのLOVBにおいてレギュラーラウンド5位ながらもチームをファイナル進出へ導き、初代女王となった。自身はMVPを受賞した。

### 代表チーム
2024年、アメリカ代表に初選出され、ネーションズリーグに出場した。

## 人物
同じくアメリカ代表で活躍するエイブリー・スキナーは実姉である。

## 球歴
- ネーションズリーグ - 2024年

## 受賞歴
- 2023年 - NCAA女子バレーボール選手権 ベストアウトサイドヒッター賞
- 2025年 - LOVB2025  MVP

## 所属クラブ
- ケンタッキー大学（2020-2022年）
- テキサス大学オースティン校（2022-2024年）
- LOVBオースティン（2024年-）